# Andreas von Poniatowski

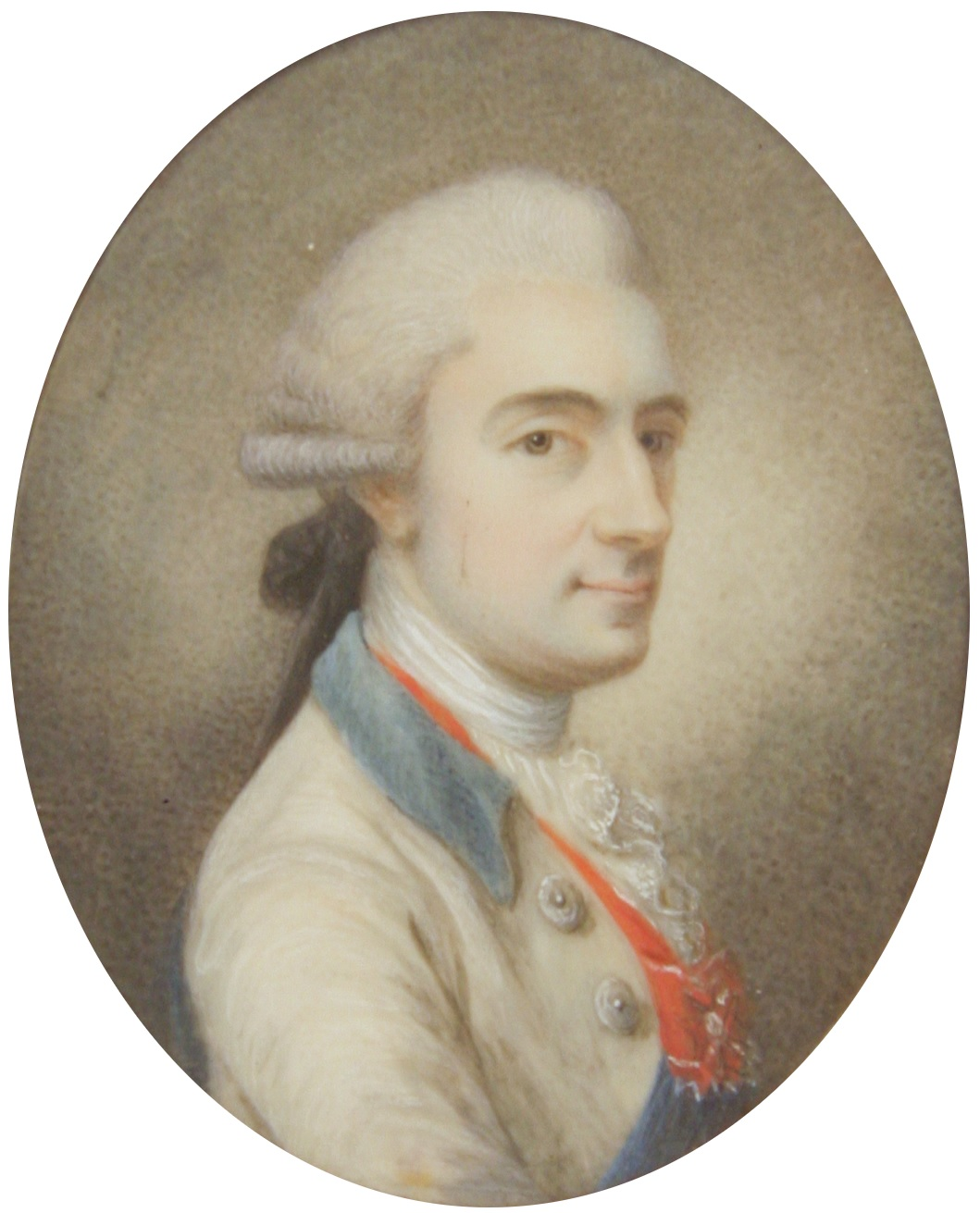
Andreas von Poniatowski (1735–1773)

Fürst Andreas von Poniatowski (pol: Andrzej, * 16. Juli 1735 in Krakau; † 3. März 1773 in Wien) war k. k. Feldzeugmeister, Kommandeur des Maria-Theresia-Ordens und zuletzt Kommandierender General von Oberösterreich. Er erhielt 1765 die österreichischer Anerkennung des Fürstenstandes.

## Herkunft
Er entstammt der polnischen Adelsfamilie Poniatowski. Seine Eltern waren der schwedische Diplomat und General Stanisław Poniatowski (1676–1762) und dessen zweite Ehefrau Prinzessin Konstancja Czartoryska (* um 1696; † 27. Oktober 1759). Der polnische König Stanislaus II. August war sein Bruder.

## Leben
Er trat 1752 in kaiserliche Dienste und kam als Hauptmann in das Infanterie-Regiment Nr. 11 (Wallis Nr. 11). Er kämpfte im Siebenjährigen Krieg, wo er im Mai 1757 in der Schlacht bei Prag verwundet wurde. Aber beim Angriff auf Gabel am 14. Juni drang er als Erster in die Stadt ein. Letztlich wurde er 5 mal verwundet und glaubte ihn schon tot. Trotz eines zerschmetterten Schenkels überlebte er und wurde aus der Reihe zum Oberstleutnant befördert und am 7. März 1758 mit dem Maria-Theresia-Orden ausgezeichnet. Im Jahr 1758 wurde er zum Oberst und Regimentskommandeur ernannt. Als solcher kämpfte er im Gefecht bei Maxen.
In der Schlacht bei Torgau machte er den General Wied auf das strategisch wichtige Dorf Süptitz, dieser schickte daraufhin Poniatowski das Dorf zu besetzen. Er verteidigte das Dorf gegen alle Angriff der Preußen unter Tettenborn, gegen 21:00 musste General Wied Poniatowski aber zurückziehen. Dieser wurde dafür am 24. Dezember 1761 zum Generalmajor befördert.
Nach dem Krieg erhielt er am 15. Oktober 1765 auch das Kommandeurskreuz des Maria-Theresia-Ordens. Ferner wurde er am 2. November 1765 mit Rang vom 2. Oktober 1765 Feldmarschall-Lieutenant und kam als kommandierender General nach Oberösterreich. Am 19. Januar 1771 mit Rang vom 1. Januar 1771 Feldzeugmeister ernannt. Er war seit 1760 Inhaber des später aufgelösten Infanterie-Regiments Nr. 50.

## Familie
heiratete am 3. Mai 1761 die Gräfin Maria Teresa Kinsky von Wchinitz und Tettau (* 14. Februar 1740; † 25. September 1806). Das Paar hatte mehrere Kinder:
- Maria Teresa (~ 28. November 1760; † 2. November 1834) ⚭ 1778 (Scheidung) Wincenty Tyszkiewicz († 1816)
- Josef Anton (*  7. Mai 1763; † 19. Oktober 1813), französischer Marschall